# Штефан Німке
Штефан Німке  (нім. Stefan Nimke, 1 березня 1978) — німецький велогонщик, олімпійський чемпіон.

## Виступи на Олімпіадах
| Олімпіада   | Дисципліна       | Місце     |
| ----------- | ---------------- | --------- |
| Сідней 2000 | гіт 1000 метрів  | 2         |
| Сідней 2000 | командний спринт | 7         |
| Афіни 2004  | спринт           | 3 h1 r2/7 |
| Афіни 2004  | гіт 1000 метрів  | 3         |
| Афіни 2004  | командний спринт | 1         |
| Пекін 2008  | спринт           | 9         |
| Пекін 2008  | командний спринт | 3         |